# Ломбардо-венецианская лира
Ломбардо-венецианская лира (австрийская лира) (lira avstriaca) — денежная единица образованного в 1815 году Ломбардо-Венецианского королевства, входившего в состав Австрийской империи. В соответствии с германскими стандартами, лира равнялась 4,33 г серебра. Лира = 20 сольдо (итал. soldo) = 100 чентезимо (итал. centesimo). 6 лир назывались скудо (итал. scudo), и равнялись конвенционному талеру. Денежная система соответствовала денежной системе бывшего Миланского герцогства, и не имела никакой связи с денежной системой Венецианской республики. Монеты чеканились в Милане, Венеции и Вене.
Из-за тяжёлых последствий войны Австрия не могла в 1814 году заняться производством монет для новоприобретённых территорий, поэтому в течение ещё восьми лет легальным средством платежа оставалась наполеоновская итальянская лира. Первый выпуск австрийских денег состоялся лишь в 1822 году. Новые монеты содержали меньше серебра, чем их франко-итальянские предшественники, весившие 5 г.
После революций 1848 года медные монеты были уменьшены в весе. На этих — самых популярных — монетах слова «Ломбардо-Венецианское королевство» по политическим причинам были заменены на «Австрийская империя».
Когда в Австрии в 1857 году перешли на десятичную монетную систему, эти изменения не сразу затронули вице-королевство, и старые лиры продолжали чеканить и в 1858 году. Только в 1862 году, после того, как Австрия потеряла Ломбардию, на оставшихся под властью Австрии итальянских территориях была введена монетная система империи. Лиры обменивались на австрийский гульден в соотношении 3 лиры = 1 гульден.

## Монеты
Медные монеты имели достоинство в 1, 3, 5, 10, 15 чентезимо.
Серебряные монеты чеканились достоинством в ¼, ½, 1, 6 лир, ½, 1 скудо.
Золотые монеты имели достоинство в 1 цехин, ½ и 1 соверен.
| Изображение   | Изображение   | Номинал      | Стоимость     | Descrizione | Descrizione | Descrizione  | Descrizione | Годы чеканки | Годы чеканки | Курс к лире 1861 года |
| Аверс         | Реверс        | Номинал      | Стоимость     | Вес         | Диаметр     | Материал     | Гурт        | начало       | конец        | Курс к лире 1861 года |
| ------------- | ------------- | ------------ | ------------- | ----------- | ----------- | ------------ | ----------- | ------------ | ------------ | --------------------- |
|               |               | Чентезимо    | 1 cent.       | 1,75 г      | 18 мм       | Медь 990‰    | гладкий     | 1822         | 1846         | —                     |
| 1,09 г        | 15 мм         | Чентезимо    | 1 cent.       | 1852        | 1852        | Медь 990‰    | гладкий     |              |              | —                     |
|               |               | 3 чентезимо  | 3 чентезимо   | 5,25 г      | 22 мм       | Медь 990‰    | гладкий     | 1822         | 1852         | —                     |
|               |               | 3 чентезимо  | 3 чентезимо   | 3,28 г      | 19 мм       | Медь 990‰    | гладкий     | 1852         | 1852         | —                     |
| senza_cornice | senza_cornice | Сольдо       | 5 чентезимо   | 8,75 г      | 24 мм       | Медь 990‰    | гладкий     | 1822         | 1850         | —                     |
| senza_cornice | senza_cornice | Сольдо       | 5 чентезимо   | 5,47 г      | 22 мм       | Медь 990‰    | гладкий     | 1852         | 1852         | —                     |
| senza_cornice | senza_cornice | 10 чентезимо | 10 чентезимо  | 17,5 г      | 30,5 мм     | Медь 990‰    | гладкий     | 1849         | 1849         | —                     |
| senza_cornice | senza_cornice | 10 чентезимо | 10 чентезимо  | 10,93 г     | 26,5 мм     | Медь 990‰    | гладкий     | 1852         | 1852         | —                     |
| senza_cornice | senza_cornice | ¼ лиры       | 25 чентезимо  | 1,62 г      | 16 мм       | Серебро 600‰ | гладкий     | 1822         | 1822         | 0,20 L.               |
|               |               | ½ лиры       | 50 чентезимо  | 2,16 г      | 18 мм       | Серебро 900‰ | гладкий     | 1822         | 1855         | 0,41 L.               |
|               |               | Лира         | 100 чентезимо | 4,33        | 22,5 мм     | Серебро 900‰ | гладкий     | 1822         | 1858         | 0,86 L.               |
| senza_cornice | senza_cornice | Флорин       | 3 лиры        | 12,99 г     | 30 мм       | Серебро 900‰ | рубчатый    | 1822         | 1853         | 2,46 L.               |
|               |               | Скудо        | 6 лир         | 25,99 г     | 39 мм       | Серебро 900‰ | рубчатый    | 1822         | 1832         | 4,92 L.               |
|               |               | Скудо        | 6 лир         | 25,99 г     | 38,5 мм     | Серебро 900‰ | рубчатый    | 1837         | 1846         | 4,92 L.               |
|               |               | Скудо        | 6 лир         | 25,99 г     | 38 мм       | Серебро 900‰ | рубчатый    | 1853         | 1853         | 4,92 L.               |
|               |               | ½ соверена   | 20 лир        | 5,67 г      | 21 мм       | Золото 900‰  | рубчатый    | 1822         | 1849         | —                     |
|               |               | ½ соверена   | 20 лир        | 5,67 г      | 21 мм       | Золото 900‰  | рубчатый    | 1854         | 1856         | —                     |
|               |               | Соверен      | 40 лир        | 11,33 г     | 25,5 мм     | Золото 900‰  | рубчатый    | 1822         | 1848         | —                     |
|               |               | Соверен      | 40 лир        | 11,33 г     | 25,5 мм     | Золото 900‰  | рубчатый    | 1853         | 1856         | —                     |

В 1815 году в ознаменование визита императора Франца II на монетный двор Венеции чеканились памятные золотые цехины, а также в 1852 году чеканились монеты 15 чентезимо, которые не вошли в обращение.